# خیلزه ان رین
خیلزه ان‌رین (به هلندی: Gilze en Rijen) یک شهرستان در هلند است که در برابانت شمالی واقع شده‌است. خیلزه ان‌رین ۱۰ متر بالاتر از سطح دریا واقع شده‌است.